# Хобсон, Меллоди
Ме́ллоди Хо́бсон (англ. Mellody Hobson; 3 апреля 1969, Чикаго, Иллинойс, США) — американская бизнесвумен и кинопродюсер.

## Биография
Меллоди Хобсон родилась 3 апреля 1969 года в Чикаго (штат Иллинойс, США). Она обучалась в средней школе «St. Ignatius College Prep». В 1991 году окончила Принстонскую школу общественных и международных отношений со степенью бакалавра искусств.

## Карьера
Меллоди начала карьеру в бизнесе в 2000 году. Хобсон наиболее известна как владелица чикагской фирмы по управлению инвестициями «Ariel Investments LLC», председатель «Ariel Mutual Funds» и «DreamWorks Animation», а также спонсором американского утреннего телешоу «Good Morning America».
В 2009 году Меллоди дебютировала в качестве продюсера с фильмом «Несломленный: Что нужно знать о деньгах».

## Личная жизнь
С 22 июня 2013 года Меллоди замужем за кинорежиссёром Джорджем Лукасом (род. 1944), с которым она встречалась 7 лет до их свадьбы. У супругов есть дочь, рождённая суррогатной матерью — Эверест Хобсон Лукас (род. 09.08.2013).

## Фильмография
- 2009 — «Несломленный: Что нужно знать о деньгах» / Un-Broke: What You Need to Know About Money